# Chambon-sur-Voueize
Chambon-sur-Voueize este o comună în departamentul Creuse din centrul Franței. În 2009 avea o populație de 1.017 de locuitori.

## Evoluția populației
| An        | 1975  | 1982  | 1990  | 1999  | 2006  | 2009  |
| --------- | ----- | ----- | ----- | ----- | ----- | ----- |
| Populație | 1.206 | 1.288 | 1.105 | 1.012 | 1.013 | 1.017 |